# فرودگاه کینگ‌مان (آریزونا)
فرودگاه کینگ‌مان (آریزونا) (به انگلیسی: Kingman Airport (Arizona)) (به زبان بومی: Kingman Army Airfield) یک فرودگاه همگانی بهره‌برداری هوایی با کد یاتا IGM است که یک باند فرود آسفالت دارد و طول باند آن ۲۰۸۱ متر است. این فرودگاه در شهر کینگمن، آریزونا کشور ایالات متحده آمریکا قرار دارد و در ارتفاع ۱۰۵۱ متری از سطح دریا واقع شده است.